# Capoocan
Capoocan è una municipalità di quarta classe delle Filippine, situata nella Provincia di Leyte, nella Regione di Visayas Orientale.
Capoocan è formata da 21 baranggay:
- Balucanad
- Balud
- Balugo
- Cabul-an
- Culasian
- Gayad
- Guinadiongan
- Lemon
- Libertad
- Manloy
- Nauguisan
- Pinamopoan
- Poblacion Zone I
- Poblacion Zone II
- Potot
- San Joaquin
- Santo Niño
- Talairan
- Talisay
- Tolibao
- Visares